# The Kingston Trio
A Kingston Trio egy 1957-ben alakult amerikai folkzenei együttes, amely az 1950-es évek végén az 1960-as években jelentős szerepet töltött be az amerikai népzene felfrissítéseben.

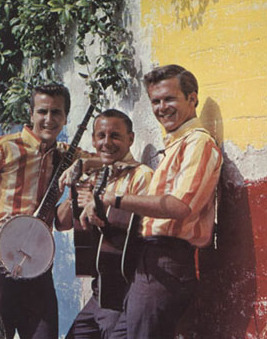

A San Franciscó-i Bay Area szórakozóhelyen kezdték el közönség előtt a muzsikálást. Rövidesen nemzetközileg is befutottak.
Tevékenységük és népszerűségük új lendületet adott az amerikai népzenének. A Billboard-listavezető Tom Dooley ballada eredetileg népdal volt és a folkzene klasszikus darabjává, a folk és a country örökzöldjévé vált.
A trió kétszer Grammy-díjat kapott, majd 2010-ben pedig Grammy-életműdíjat is. Az amerikai Kongresszusi Könyvtár történelmi jelentőségűnek nevezte a Tom Dooley-t. Albumaik közül a Kingston Trio, a Kingston Trio at Large, a Here We Go Again, a Sold Out és a String Along listavezető volt.
A Kingston Trió hatása kimutatható többek között Bob Dylan, Joan Baez, a Beach Boys, az Eagles, a Buffalo Springfield, a Mamas and Papas, a Byrds, a Jefferson Airplane, az ABBA illetve a Bee Gees munkásságában.
A Kingston trio – más felállásban – napjainkban is aktív. 

## Alapító tagok
Az alapító tagok közül ketten már nem élnek.
- Bob Shane
- Nick Reynolds (†2008)
- Dave Guard (†1991)

## Lemezek
- The Kingston Trio discography → enwiki

## Díjak
Grammy Awards
- Grammy Award for Best Country & Western Recording|1959 Best Country and Western Recording – "Tom Dooley (song)|Tom Dooley"[2]
- Grammy Award for Best Ethnic or Traditional Folk Recording|1960 Best Ethnic or Traditional Folk Recording – At Large (album)|At Large[3]

Grammy Hall of Fame Award
- "Tom Dooley" 1998[4]

Grammy Lifetime Achievement Award
- Awarded December 2010

Vocal Group Hall of Fame
- Vocal Group Hall of Fame#2000|Inducted in 2000[6]

John Rook|Hit Parade Hall of Fame
- Inducted in 2008[7]

National Recording Registry|Library of Congress National Registry of Historically Significant Recordings
- "Tom Dooley" 2008[8]

Billboard Awards
- Best New Singing Group 1958[9]